# 瑞麒・G6
G6は、中国の奇瑞汽車のサブブランド、瑞麒が2010年から2013年にかけて製造した大型車で、価格は189,800元から259,800元の範囲でした。価格は189,800元から259,800元の範囲だった。

## 特徴
Riich G5と同様に、この車はイタリアのベルトーネ社によって設計されており、2.0Tバージョンには2.0リッターターボチャージャー付きガソリンエンジンが搭載されており、5500rpmで最大168馬力（125kW）、1900rpmで最大トルク235N⋅m（24m⋅kgf）を発揮する。

## 瑞麒・G6パラマウントリムジン
2011年の上海モーターショーでは、リーチG6パラマウント・リムジンと呼ばれるリムジンバージョンが発表された。 このリムジンは通常のリーチG6をベースに、全長を2メートル以上延長し、7人乗りの7.2メートルにした。パワーユニットは標準の2.0リッターターボエンジンで、158馬力を発揮する。 